# Rdečejagodasti bluščec
Rdečejagodasti bluščec (znanstveno ime Bryonia dioica) je trajnica, ki spada v družino bučevk (Cucurbitaceae) - v to družino spadajo tudi buče, kumare, melone, lubenice itd.. Večinoma najdemo bučevke v tropskih predelih (825 vrst bučevk najdemo predvsem v zahodni Evraziji, severni Afriki, na Kanarskih otokih, v južni Aziji) in so ene izmed najstarejših kulturnih rastlin. Večina rastlin iz družine so enoletne plezalke, med njimi pa so tudi olesenele vzpenjalke, trnasto grmičevje in drevesa. Mnoge vrste imajo velike rumene ali bele cvetove, ki so večinoma enospolni, moški in ženski cvetovi pa so na različnih rastlinah. Plod je sočna jagoda ali suha glavica.

## Opis rastline
Je vinski trti podobna rastlina (ovijalka in plezalka), ki raste v gozdovih in kot plevel v živih mejah. Pogosto ga najdemo v centralni in južni Evropi ter južni Angliji. Rastlina zraste do višine 2−3,5 m, je svetlo zelena in se nekoliko sveti.

### Steblo
Stebla se vzpenjajo s pomočjo dolgih vitic, ki izvirajo iz strani listnih pecljev. Stebla tako poleti zrastejo tudi do dolžine nekaj metrov, odmrejo pa, ko na njih dozorijo plodovi. Stebla so oglata, razvejana večinoma ob tleh in groba na dotik zaradi kratkih, bodicam podobnih dlačic (kar je splošna značilnost rastlin te družine).

### List
Listi so pecljati (listni pecelj je ukrivljen in krajši od dolžine lista), dlanasto deljeni na pet delov. Listni rob je nazobčan, tako kot peclji pa so tudi listi prekriti z dlačicami. Listi so veliki približno kot človeška dlan.

### Cvet
Rastlina cveti maja. Majhni cvetovi so beli z zelenimi žilami, zato na daleč izgledajo belo-zelene barve. Zrastejo iz stebla, na delu kjer izrašča tudi list, po trije ali štirje cvetovi skupaj. Prašnike in pestiče redko najdemo na isti rastlini, kjer pa jih najdemo, so na različnih delih rastline. Iz tega tudi izvira ime dioica, kar dobesedno pomeni dve bivališči. Cvetovi imajo pet venčnih listov, ki se spajajo le spodaj. Čašni listi so zvonasto oblikovani in nazobčani na pet delov. Moški cvetovi so na dolgih spuščenih pecljih, običajno po tri do osem cvetov skupaj in imajo rumene prašnike.
Plodne cvetove zlahka ločimo od jalovih. Pod čašnimi listi imajo namreč jajčnik, običajno so brez peclja ali na kratkem peclju, najdemo pa jih po dva ali pet cvetov skupaj.

### Plod
Zrele jagode, ki visijo iz grmičevja še po tem, ko se steblo in listje posušijo, so velikosti graha in svetlo škrlatne barve. Polne so soka neprijetnega vonja in vsebujejo tri do šest velikih semen, ki so sivo-rumene barve s črnimi lisami.

### Korenina
Korenina je dolga, mesnata in lahko deljena na dva dela. Je bele barve in podobna korenini korenja ali hrena.

## Učinkovine
Celotna rastlina je toksična, posebej visoko toksični pa so plodovi in korenine. Učinkovine, ki jih vsebuje, so zelo grenke.
V korenini vsebuje alkaloid brionicin, grenka kukurbitacinska glikozida brionin in brionidin, smolo brirezin, eterično olje, škrob, čreslovine, mravljično, masleno in ocetno kislino, invertni sladkor, fitosterol in kalijev nitrat. 
V rdečih plodovih se kopiči visoko toksičen protein bridiofin. Za razliko od plodov so semena užitna in se lahko pojavljajo kot sestavina v jedeh s škrobom.
V rastlini najdemo tudi citotoksične kukurbitacine, ki imajo triterpensko ogrodje. 

## Delovanje in uporaba
Droga ima protitumorno, citotoksično, diuretično, emetično, laksativno in toksično delovanje. Pri topikalnem nanosu njenega soka pride do vnetja, nastane lahko izpuščaj ali razjeda, pri peroralnem zaužitju pa pride do draženja gastrointestinalnega trakta (slabosti, bruhanja), redko do živčnosti in paralize, v višjih odmerkih pa do smrti.
Zaradi teh učinkov drogo uporabljamo pri zdravljenju garij, hemoroidov, revmatizma in išiasa.  Uporabljamo jo tudi pri artrozi, raku (želodčnem, na dojki, debelega črevesa, na žlezah, vranici itd.), zaprtju, enterozi, vročini, gastrozi, hepatozi, pri okužbah, plevrozi, polipih, pulmunozi, respirozi, tumorjih, zadrževanju vode itd.
- Korenine imajo močno laksativno in emetično delovanje. Pri njihovi uporabi moramo biti zelo previdni, saj lahko hitro pride do neželenega draženja. Za dosego želenega delovanja moramo korenine nabrati spomladi, jih narezati na rezine in posušiti na soncu ali v topli sobi; dražeče in trpke snovi se tako delno razgradijo, odstranimo pa jih tako, da suho drogo večkrat speremo z vodo. Ker sta draženje in toksičnost izražena v zelo veliki meri, droge danes skoraj več ne uporabljamo.

- Toksičnost: toksični kukurbitacini lahko povzročijo splav, mehurje, kolike, nezavest, mišične in prebavne krče, smrt, dermatozo, diarejo, omotico, nefrozo, nevrozo, paralizo, izpuščaje in/ali bruhanje. za smrt odraslega je dovolj 40 zrelih jagod, za smrt otroka pa 15.7 Smrtni odmerek je tudi 25 g svežega gomolja ali 15 g soka. Do množičnih zastrupitev je prihajalo v časih lakot, ko so ljudje jedli debele korenine, ki so jih zamenjali z repo.

- Homeopatija: drogo uporabljamo tudi v homeopatiji, in sicer semena in izvlečke kot prehranska dopolnila. Drogo v malih količinah uporabljajo pri kašlju, gripi, zdravljenju pljučnic, bronhitisa, vnetja poprsnice in trebušne mrene in pri revmi.

Pri zastrupitvi z bluščecem moramo takoj izprazniti želodec in bolniku dati tudi pomirjevalno (blažilno) tekočino. Opazovati in uravnavati moramo tudi telesno temperaturo. 

### Kukurbitacini
Vežejo se na celične mikrotubule in tako preprečujejo delitev celice; so citotoksični in imajo protitumorno učinkovanje. Včasih so imeli medicinski pomen, vendar jih zaradi njihove prevelike toksičnosti danes več ne uporabljamo. 
Kukurbitacini so triterpenski steroidi in ene izmed najgrenkejših in trpkih poznanih snovi. Rastline jih vsebujejo zaradi obrambe pred rastlinojedi.
Shranjeni so kot glikozidi v vakuolah celic in se sprostijo šele ob poškodbi celice, kjer se zaradi delovanja encima (β-glukozidaze) prekini vez s sladkorjem. Stik z rastlinskim sokom povzroči izpuščaj, boleče vnetje in mehurje. Zato jih včasih uporabljamo v kremah in mazilih za blaženje revme in mišičnih bolečin (poveča se prekrvitev).

### Arvenini
Arvenin I (poznamo še II, III in IV) je kukurbitacin B z vezanim glikozidom; so glukopiranozidi.

## Galerija
- Ženski cvet.
- Rdeči plodovi.
- Celotna rastlina.
- Korenina.